# 마오순쥔
마오순쥔(毛舜筠, 1960년 11월 5일 ~ )은 홍콩의 배우이다.

## 출연 작품
- 엔터 더 팻 드래곤 (2020)
- 황금화 : 엄마의 일기 (2017)
- 신탐가도 (2015)
- 백성주점 (2013)
- 아이 러브 홍콩 2012 (2012)
- 포포초가인 (2010)
- 노항정전 (2007)
- 성사 (2007)
- 대장부 2 (2006)
- 3분종선생 (2006)
- 조숙 (2005)
- 견습흑매괴 (2004)
- 대장부 (2003)
- 절종철금강 (2003)
- 소친친 (2000)
- 아화춘천유개약회 (1994)
- 산계변봉황 (1994)
- 대부지가 (1994)
- 개대환희 (1993)
- 수호소전 (1993)
- 황비홍소전 2 - 황비홍 대 황비홍 (1993)
- 부귀광화 (1993)
- 여아당자강 (1993)
- 가유희사 2 - 화전희사 (1993)
- 92 흑장미 대 흑장미 (1992)
- 사랑 이야기 (1992)
- 아메리칸 와이프 (1992)
- 뇌정소혈 (1992)
- 황비홍소전 (1992)
- 주윤발의 첩혈속집 (1992)
- 주성치의 가유희사 (1992)
- 노표, 니호야 (1991)
- 표가아래야 (1991)
- 호문야연 (1991)
- 영웅무상 (1991)
- 신격대도 (1991)
- 일촉즉발 (1991)
- 중환영웅 (1991)
- 신반근팔량 (1990)
- 도성타왕 (1990)
- 칠전사 (1989)
- 충열전기양가장 (1986)
- 녹정기 (1984)